# Izabela Gwizdak
Izabela Gabriela Gwizdak (ur. 23 marca 1984 w Rzeszowie) – polska aktorka filmowa, telewizyjna i teatralna.

## Życiorys
Będąc w liceum wyjechała na 2 lata do Anglii. Zdała maturę międzynarodową, dostała się na studia prawnicze, ale wróciła do Polski. W 2008 roku ukończyła na Akademii Teatralnej w Warszawie.
Debiutowała rolą służącej Filipki w przedstawieniu „Tartuffe albo Szalbierz” Moliera w Teatrze Narodowym w Warszawie. Występuje na deskach teatrów: Ochoty w Warszawie, Kochanowskiego w Opolu i W. Siemaszkowej w Rzeszowie. Od 2008 roku związana ze Studiem Teatralnym Koło. Jesienią 2012 roku rozpoczęła współpracę z Teatrem Łaźnia Nowa w Krakowie. Tego samego roku ukończyła roczny program dla międzynarodowych aktorów w Conservatoire National Superieure d’art Dramatique w Paryżu.
W swoim dorobku artystycznym ma mnóstwo ról w sztukach teatralnych, m.in. Dolce Vita i Gąska (Teatr im. Jana Kochanowskiego w Opolu), czy Balladyna (Teatr im. Wandy Siemaszkowej w Rzeszowie), gdzie wcieliła się w rolę siostry Balladyny – Aliny. Można było ujrzeć ją także w filmach i serialach – z telewizji głównie znana jest z roli Zochy w serialu komediowym 39 i pół oraz z roli Gabi w filmie Ki. Zajmuje się również dubbingiem: podłożyła głos postaciom w Victoria znaczy zwycięstwo oraz Czytaj i płacz. Ponadto, uczyła francuską aktorkę Charlotte Gainsbourg języka polskiego do filmu Obietnica poranka oraz wystąpiła w teledysku do piosenki „All the Saints” z repertuaru Smolika.

## Filmografia

### Filmy
- 2008: Moja droga siostra
- 2010: Mam Cię na taśmie jako Dagmara
- 2011: Ki jako Gabi
- 2013: W ciemnym lesie jako Wisienka
- 2017: Krępujące zdjęcia z rodzinnego albumu, czyli zniszczona wątroba i złamane serce jako prostytutka Iza
- 2024: Treasure jako Renia

### Seriale
- 2003: Na Wspólnej jako policjantka
- 2007: Pogoda na piątek jako Hania
- 2008: 39 i pół jako Zocha
- 2008: Wydział zabójstw jako Magda Jasłowska (odc. 31)
- 2008: Egzamin z życia jako koleżanka z ASP (odc. 107)
- 2009: Akademia jako Iza (odc.2)/Justyna (odc.3)
- 2010: 1920. Wojna i miłość jako fordanserka (odc. 6)
- 2016: Druga szansa jako asystentka produkcji (odc. 1)
- 2018: Na dobre i na złe – Radka (odc. 702)
- 2018: Diagnoza – Hania (odc. 21)

### Dubbing
- 2006: Czytaj i płacz jako Is
- 2010: Victoria znaczy zwycięstwo jako Alyssa

## Nagrody
- Nagroda za Najlepszy Debiut za rolę Niny Zarjecznej w przedstawieniu „Mewa” A. Czechowa na 47. Kaliskich Spotkaniach Teatralnych
- II Nagroda aktorska Ministra Kultury i Dziedzictwa Narodowego na 26. Festiwalu Szkół Teatralnych w Łodzi za role w przedstawieniach „Nosorożce czyli studium przedmiotu” oraz „Oni”
- Nagroda im. Jana Świderskiego przyznawana przez Związek Artystów Scen Polskich za rolę Mai w „Ukryj mnie w gałęziach drzew” Studia Teatralnego Koło.